# Abu Tur
Abu Tur (arab. أبو طور; hebr. אבו תור) – osiedle mieszkaniowe w Jerozolimie w Izraelu, znajdujące się na terenie Wschodniej Jerozolimy.

## Położenie
Osiedle leży w południowo-wschodniej części miasta. Na południu znajduje się osiedle Wschodni Talpijjot, na zachodzie Ha-Moszawa ha-Germanit, na północy Silwan, a na wschodzie wioska Dżabal Batin al-Hawa.

## Historia
Nazwa osiedla nawiązuje do oficera armii Saladyna, który nazywał się Szihab ad-Din al-Mukaddasi, ale nazywano go szejk Ahmad at-Tureh (w skrócie Abu Tur). Wzgórze, na którym zbudowano osiedle zostało nazwane Dżabal Dajr Abu Tur (góra klasztoru Abu Tur), lub „Góra Diabła”. Nazwa nawiązuje do legendy, że znajdował się tutaj dom arcykapłana żydowskiego Kajfasza, w którym Judasz Iskariota wydał Jezusa Chrystusa w ręce Sanhedrynu za trzydzieści srebrników, po czym popełnił samobójstwo. Prawdopodobnie w miejscu tym wznosił się w przeszłości klasztor pod wezwaniem św. Marka.
Pod koniec XIX wieku Abu Tur stało się dzielnicą mieszkaniową, w której osiedlali się Muzułmanie, Chrześcijanie i Żydzi z Jerozolimy.
Podczas wojny o niepodległość w 1948 o osiedle prowadzone były walki żydowsko-arabskie. Po wojnie przez osiedle przebiegała granica, dzieląca osiedle na dwie części. Zachodnia część znalazła się w Izraelu, natomiast wschodnia weszła w skład Transjordanii. Pomiędzy nimi znajdował się wąski pas osiedla, stanowiący strefę zdemilitaryzowaną patrolowaną przez międzynarodowe siły UNTSO. W styczniu 1949 Mosze Dajan zaproponował wymianę terytoriów w obszarze Jerozolimy. Plan ten przewidywał między innymi połączenie całego osiedla Abu Tur, jego prozpozycja została jednak odrzucona.
Po wojnie sześciodniowej w 1967 całe osiedle znalazło się pod kontrolą izraelską.